# Bambi (könyv, 1923)
Bambi Felix Salten magyar származású, osztrák író 1923-ban megjelent regénye, német címe: Bambi: Eine Lebensgeschichte aus dem Walde. Egy őzbakgida viszontagságos  életéről szól. 1928-ban fordították le Bambi. A Life in the Woods címmel angolra, és ezt a könyvet filmesítette meg 1942-ben Walt Disney. Neve az olasz bambino (kisgyermek) szó rövidülésével jött létre. Magyarul először 1929-ben a Pantheon Kiadónál jelent meg, Fenyő László fordításában. A mű megjelent továbbá György Ferenc (1957) és Nádori Lídia (2013) fordításában is.
1940-ben látott napvilágot a folytatás Zürichben, Bambi gyermekei (Bambis Kinder: Eine Familie im Walde) címmel. Idehaza még abban az esztendőben közreadták.

## Történet
Bambi, az őzike az erdő sűrűjében jön világra egy tavaszon. A mamája hamarosan megtanítja a még fiatal és tapasztalatlan Bambinak, hogy milyen titkai és veszélyei vannak az erdőnek, kik a lakói és hogyan élnek az őzek. Amikor már elég idős, a mamája megengedi neki, hogy kimenjen a mezőre, amely egyaránt bizonyul szép és veszélyes helynek. Bambi megismerkedik nagynénjével Enával és két ikergyermekével, Falinával és Gobóval. Gyorsan megbarátkoznak és megosztják egymással az erdőben tapasztaltakat. Játék közben találkoznak először az őzbakokkal. Miután a bakok elmennek, a kis őzek megtudják, hogy ők az apáik, de azt is, hogy az apák ritkán maradnak az őzgidákkal és nem beszélnek velük.
Ahogy Bambi nő, a mamája egyre gyakrabban hagyja magára. Ekkor találkozik először az emberrel, a vadásszal, aki az egyik gyanútlan őzbakot leteríti. Az őzek között az emberről csak úgy beszélnek, mint Istenről, aki élet és halál ura. A vadász megpróbálja lelőni Bambit, de az elmenekül anyjával együtt. Az egyik öreg őzbak leteremti, hogy miért sír annyit az anyja után. Erről az öregről kiderül, hogy ő a Herceg, a rangidős és legöregebb, legnagyobb őzbak, aki bölcsességéről ismert és többnyire magányosan jár-kel az erdőben.
A tél során Bambi megismerkedik Marénával, a fiatal őzsutával és Nettlával, aki idősebb nőstény, valamint két bakkal, Ronnóval és Karusszal. A tél derekán vadászok lepik el az erdőt és sok állatot lelőnek, köztük Bambi mamáját is. Gobó is eltűnik, és őt is halottnak vélik.
Ezután a regény ugrik egy évet, megtudjuk, hogy ezalatt Nettla viselte Bambi gondját, és amikor először növesztett agancsot, a többi bak rátámadt és bántotta Bambit. Nyár van és most nő másodszor Bambinak agancsa. Ismét találkozik Falinével. Miután megküzd először Karusszal, azután Ronnóval, és legyőzi őket, Bambi és Faline szerelmet vallanak egymásnak. Sok időt vannak együtt. Eközben az öreg Herceg egyszer megmenti Bambi életét, amikor ő egy vadász felé kezd szaladni, aki őzsuta hangját utánozza sípjával. Ez megtanítja a fiatal bakot arra, hogy ne szaladjon oda rögtön, ha meghallja egy másik őz hangját. A nyár során Gobó újra előkerül. Kiderül, hogy egy ember gondozta, amikor megsérült az alatt a vadászat alatt, amelynek során Bambi mamáját is megölték. Miközben a mamája és Maréna üdvözlik mint "az ember barátját", az öreg Herceg és Bambi inkább sajnálják. Maréna a barátja lesz, de pár hét múlva Gobót megölik, amikor a réten egy vadász közelébe megy, miközben azt hiszi, hogy a nyakában lévő hám minden embertől megvédi.
Ahogy Bambi öregszik, egyre többet van egyedül, és már Falinét is kerüli, noha még mindig szereti a maga melankolikus módján. Többször is találkozik az öreg Herceggel, aki megismerteti vele a csapdákat, megtanítja, hogyan kell kiszabadítani egy állatot belőle és figyelmezteti, hogy ne járjon a kitaposott ösvényeken, így elkerülheti az ember csapdáit. Amikor később egy vadász meglövi Bambit, a Herceg megmutatja, hogy kell körben járni, hogy ezzel összezavarja a vadászt és kutyáit, amíg a vérzés el nem áll; majd egy biztonságos helyre vezeti, ahol felgyógyulhat. Együtt maradnak, amíg Bambi újra elég erős nem lesz, hogy elhagyhassa a menedéket. Amikor megőszül és megöregszik, az öreg Herceg bebizonyítja neki, hogy az ember nem isten, amikor elvezeti egy ember holttestéhez, akit egy másik ember lőtt le. Amikor Bambi is megérti, hogy az ember nem mindenható és felette is van egy másik "Ő", aki minden teremtmény ura, az öreg bak elmondja neki, hogy mindig is szerette őt és fiamnak szólítja, majd elmegy, hogy egyedül haljon meg.
A regény végén Bambi egy ikerpárral találkozik, akik a mamájuk után sírnak, megszidja őket, hogy miért nem tudnak önállóan élni, vagyis most már ő az "öreg" és ő tanítja a fiatalokat.

## Szereplők
- Bambi – a regény főhőse, a későbbi herceg
- Bambi édesanyja – őzsuta
- Erna – Bambi édesanyjának unokanővére
- Faline és Gobó – Erna leánya és fia
- Egy félelmetes vadász
- Az öreg – egy idős őzbak
- Öreg herceg – tekintélyes őzbak, az őzek fejedelme és Bambi apja
- Ronno, Karus – hercegek, Bambi vetélytársai
- Nyúl barát/Toppancs – Bambi barátja
- Macskabagoly – aki azzal szórakozik, hogy ijesztgeti a többieket
- Mókus, szajkó, hollók, varjak – erdei állatok

## Magyarul
- Bambi. Regény; ford. Fenyő László; Pantheon, Bp., 1929 (A kiválasztottak)
- Bambi. Erdei élettörténet; ford. György Ferenc; Szlovákiai Szépirodalmi Kiadó, Bratislava, 1957
- Bambi. Erdei történet; ford. Nádori Lídia; Móra, Bp., 2013
- Bambi; újra elmesélte Elke Leger, ford. Kincses Edit; Ciceró, Bp., 2016 (Klasszikusok kisebbeknek)
- Bambi; ford. Tekei Erika; Roland, Bp., 2016 (Olvastad már?)
- Bambi; Bookman, Héderfája, 2017

### Bambi gyermekei
- Bambi gyermekei. Történet az erdőről és lakóiról; ford. Juhász Vilmos; Pantheon, Bp., 1940
- Bambi gyermekei; ford. György Ferenc; Móra, Bp., 1968
- Bambi gyermekei; ford. Stark Ferenc; Móra, Bp., 1992

## Adaptációk
- Bambi, Walt Disney animációs filmje 1942-ből. Ebben Bambi és fajtársai nem őzként, hanem amerikai fehérfarkú szarvasként jelennek meg, azóta is fel-fellángoló vitákat szülve Bambi fajhoz tartozásáról.[1]
- Bambi 2 – Bambi és az erdő hercege, 2006-ban készült rajzfilm, az 1942-es folytatása
- Детство Бемби (Gyetsztvo Bembi), 1985-ben készült orosz film Bambi gyerekkoráról
- Юность Бемби (Junoszty Bembi), 1986-ban készült orosz film Bambi ifjúságáról, az 1985-ös film folytatása
- Bambi, egy az Oregon Ballet Theatre-ben 2000-2001-ben játszott balett, ami elsősorban a regény, kisebb mértékben a Disney-filmek adaptációja
- Bambi – A Life In The Wood, a Disney-filmek színházi adaptációja 1997-ből
- A Disney-filmek számos könyvadaptációja a Disney cég kiadásában
- A könyvet iskolásgyerekek számára Janet Schulman írta át 1999-ben
- Német rádiójátékok 1950-ből, 1951-ből és 1974-ből
- Bambi - Egy élet az erdőben, 2024-ben bemutatott élőszereplős francia film